# Theydon Bois (metropolitana di Londra)
Theydon Bois è una stazione della linea Central della metropolitana di Londra.

## Storia
La stazione fu aperta dalla Great Eastern Railway (GER) il 24 aprile 1865 con il nome di Theydon, che fu cambiato in quello attuale nel dicembre dello stesso anno. Era una fermata intermedia sull'estensione da Loughton a Ongar. La GER fu assorbita dalla London & North Eastern Railway (LNER) nel 1923.

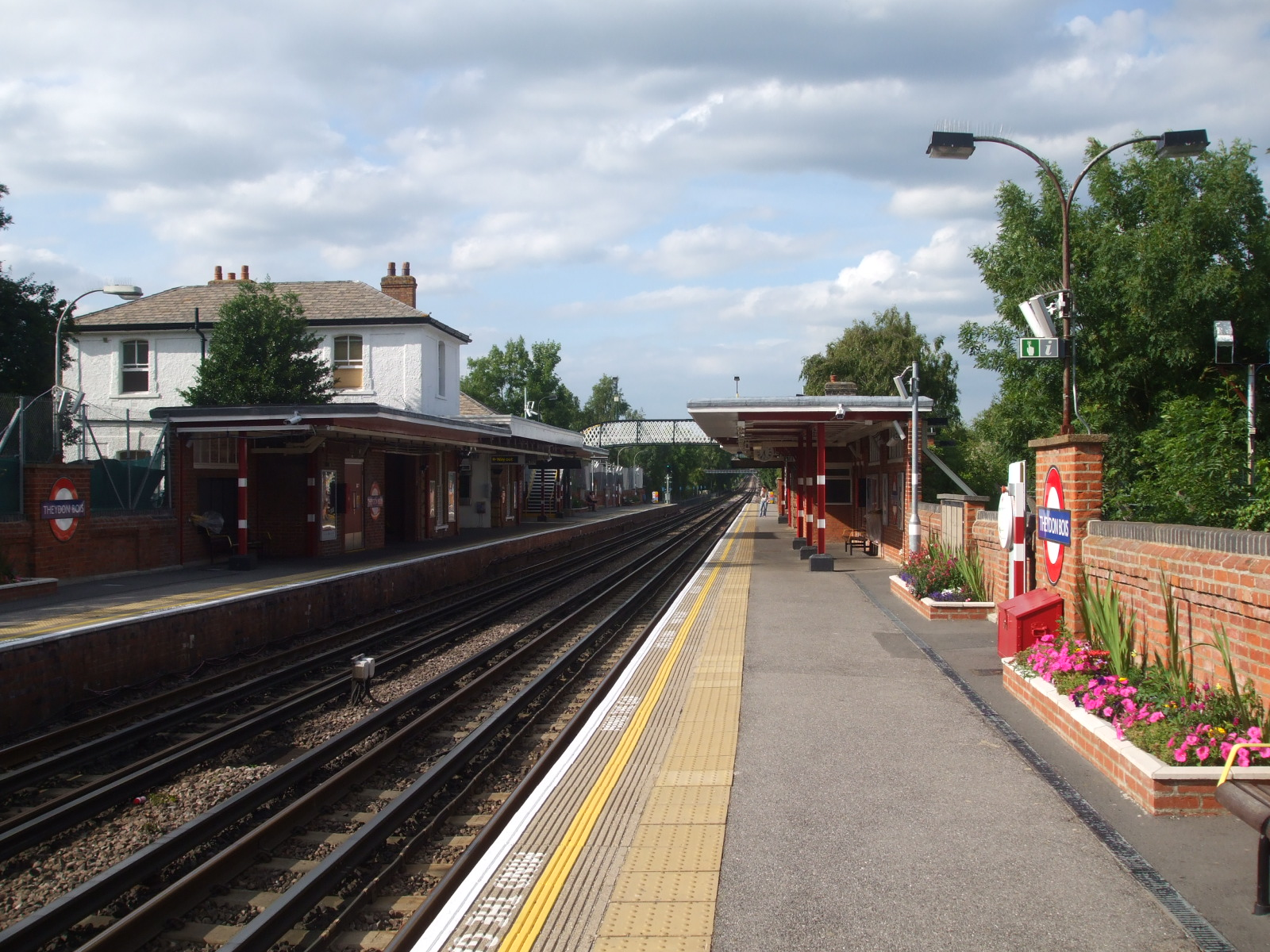
Piattaforma della stazione in direzione nord.

Nei primi anni di esercizio, la stazione operava spesso come scalo merci per i treni che portavano il latte dalle fattorie della zona alla stazione di Liverpool Street, fino all'apertura del sottopassaggio fra Leyton e Stratford.
La linea tra Loughton ed Epping entrò a far parte della London Underground il 25 settembre 1949, diventando l'estensione orientale della linea Central.
La stazione di Theydon Bois è stata una delle prime della rete metropolitana ad operare senza una biglietteria presidiata da personale, con le sole macchine emettitrici automatiche.

## Strutture e impianti
Si tratta di una stazione con due binari serviti da due banchine laterali coperte, parzialmente, da pensiline; il fabbricato viaggiatori è adiacente al binario in direzione nord; l'altro binario è raggiungibile tramite sovrappasso.
La stazione rientra nella Travelcard Zone 6.

## Interscambi
Nelle vicinanze della stazione effettuano fermata alcune linee automobilistiche.
- Fermata autobus